# Phare de l'île Ramkine
Le phare de l'île Ramkine (en anglais : Ramkin Island Lighthouse) est un phare actif situé sur la petite île Ramkine , dans la Réserve naturelle des Îles du Palmier dans le District de Tripoli au Liban, sur la côte méditerranéenne. Il est géré par les autorités portuaires de Tripoli.

## Histoire
La station de signalisation maritime sur l'île Ramkine date de 1864. Celle-ci est la plus à l'ouest d'une chaîne d'îlots qui s'étend au nord-ouest de la ville de Tripoli. Le phare se trouve à 5 km au nord-ouest de Tripoli. Les îles appartiennent à la commune d'El Mina.
À part la lumière automatisée, les bâtiments de la station semblent être abandonnées et en mauvais état.

## Description
Le phare est une tour carrée en maçonnerie de 14 m de haut, au-dessus d'une maison de gardien d'un étage. Le bâtiment est en brique ocre jaune. La balise émet, à une hauteur focale de 22 m, un éclat blanc toutes les 3.3 secondes. Sa portée est de 18 milles nautiques (environ 33 km) .
Identifiant : ARLHS : LEB001 - Amirauté : N5926 - NGA : 21048 .
|                 |
| Îles de Palmier |

### Lien connexe
- Liste des phares du Liban